# Tinctoporellus
Tinctoporellus là một chi nấm thuộc họ Polyporaceae.